# ジロ・デ・イタリア 1959
ジロ・デ・イタリア 1959は、ジロ・デ・イタリアの42回目のレース。1959年5月16日から6月7日まで行われた。全22区間。全行程3657km。シャルリー・ゴールが2度目の総合優勝を果たした。

## 総合成績

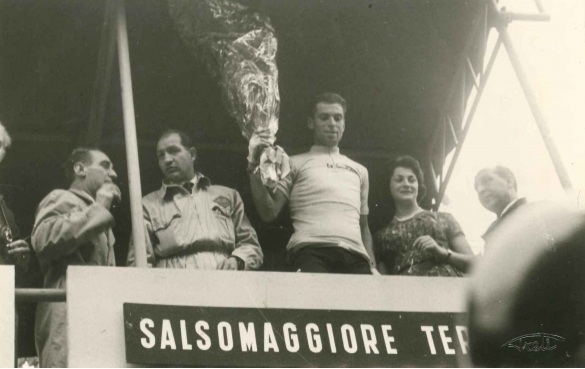
リク・ヴァン・ロイが第1ステージを制し、第42回ジロ・デ・イタリアのピンクジャージ第1号となった

|    | 選手名                             | 国籍           | 時間            |
| -- | ---------------------------------- | -------------- | --------------- |
| 1  | シャルリー・ゴール                 | ルクセンブルク | 101時間50分54秒 |
| 2  | ジャック・アンクティル             | フランス       | + 6分12秒       |
| 3  | ディエゴ・ロンキーニ               | イタリア       | + 6分16秒       |
| 4  | リック・ファン・ローイ             | ベルギー       | + 7分17秒       |
| 5  | イメリオ・マッシニャン             | イタリア       | + 7分31秒       |
| 6  | ミゲル・ポブレット                 | スペイン       | + 10分21秒      |
| 7  | グラツィアーノ・バッティスティーニ | イタリア       | + 10分47秒      |
| 8  | ギド・カルレージ                   | イタリア       | + 13分35秒      |
| 9  | エルネスト・ボーノ                 | フランス       | + 13分36秒      |
| 10 | ガストネ・ネンチーニ               | イタリア       | + 13分49秒      |

## マリア・ローザ保持者
| 選手名                 | 国籍           | 区間                |
| ---------------------- | -------------- | ------------------- |
| リック・ファン・ローイ | ベルギー       | 第1                 |
| ジャック・アンクティル | フランス       | 第2、第15-第20      |
| シャルリー・ゴール     | ルクセンブルク | 第3-第14、第21-最終 |

## 山岳賞
| 山岳賞 | シャルリー・ゴール     |
| 2位    | イメリオ・マッシニャン |
| 3位    | ハンス・ユンカーマン   |